# 7e brigade blindée (Royaume-Uni)
La 7e brigade blindée était une brigade blindée de l’Armée britannique. Elle est également connue sous le surnom de « Rats du désert », autrefois porté par la 7e division blindée, dont elle était, durant la Seconde Guerre mondiale, une composante jusqu'à fin 1941.

## Histoire
La brigade fut constituée en 1938 à partir de troupes de garnisons établies en Afrique du nord. Elle était à l’origine dénommée brigade blindée et était rattachée à la division mobile en Égypte.
Lorsque celle-ci fut rebaptisée 7e division blindée, en février 1940, la brigade blindée légère devint la 7e brigade blindée.
La 7e division blindée avait pour emblème une gerboise rouge, et devint célèbre sous le surnom de « Rats du désert ». La 7e brigade, avait quant à elle une gerboise verte pour emblème. Elle prit pour surnom les « Rats verts » ou les « Rats de la Jungle » après avoir été affectée en Birmanie en 1942.

### Seconde guerre mondiale
En juin 1940, l’Italie entre en guerre au côté de l’Allemagne et envahit l’Égypte. La brigade combat dans plusieurs batailles de premier plan en Afrique du nord, notamment l’opération Crusader en novembre, les combats à Sidi Rezegh lors de la tentative pour briser le Siège de Tobrouk.

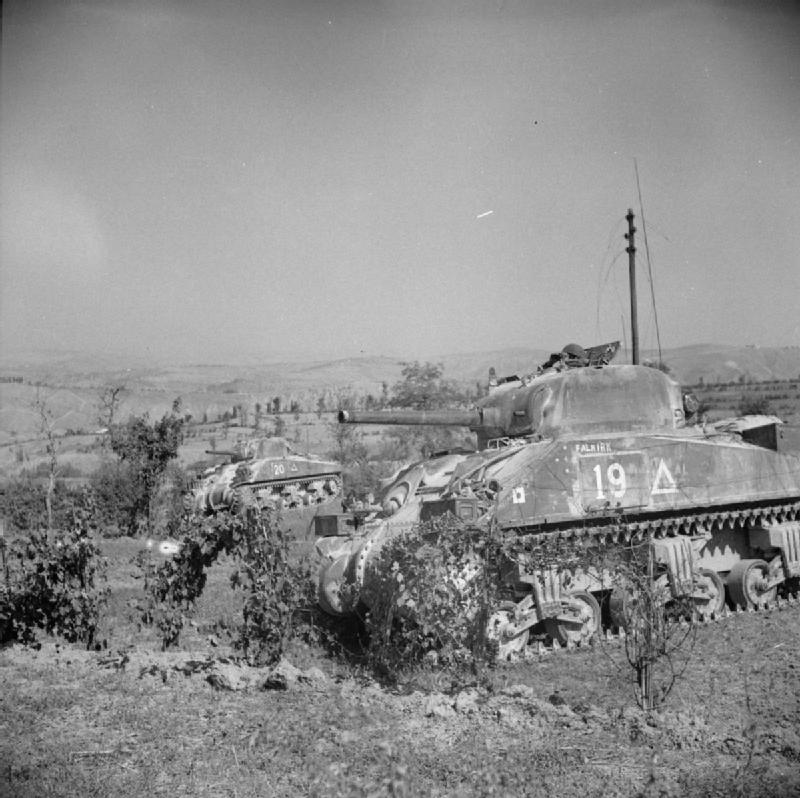
Deux M4 Sherman du 6e régiment royal de chars attaquant des positions de mitrailleuses allemande durant la bataille de Saint-Marin, en septembre 1944.

Elle fut redéployée en Birmanie début 1942 pour faire face à la poussée de l’Armée impériale japonaise. Elle prit part à la retraite au combat vers l’Inde, qui se termina en mai juste avant la mousson qui aurait isolé les troupes .
Elle retourne ensuite sur le théâtre moyen oriental en 1943, d’abord en Irak puis en Égypte.
Après la campagne de Tunisie et la défaite de l’Axe en Afrique du nord, la brigade connait un certain répit avant de prendre part à la campagne d’Italie en avril 1944 ou elle finira la guerre comme composante du 1er corps canadien, lui-même rattaché à la 8e armée britannique.
La brigade comprend alors le 2e, 6e et 8e régiment royal de chars. Elle prend part à la fin de la bataille du Monte Cassino, à l’offensive contre la Ligne gothique puis à l’Opération Grapeshot au printemps 1945.

### Après-guerre

#### Réactivation
La 7e brigade est démobilisée peu après la fin de la Seconde Guerre mondiale et la 22e brigade blindée en reprend le nom. Elle est stationnée en Allemagne au sein de l’Armée britannique du Rhin (BAOR).
Après la dissolution de la 7e division blindée en 1958, la 7e brigade en reprend l’insigne, le surnom et la tradition illustre.
Elle est l’une des deux brigades à quatre régiments affectées à la 1re division blindée lors de sa création en 1976. Arès avoir été brièvement convertie en Task Force Alpha à la fin des années 1970, la brigade est réactivée en 1981 affectée de nouveau à la 1re division blindée, elle est stationnée à la Caserne Bournemouth à Soltau

#### Koweït et Irak
La 7e brigade blindée retrouve le désert en octobre 1990 dans le cadre de l’opération Granby, destinée à prévenir une invasion de l’Arabie saoudite par les troupes de Saddam Hussein.
Sous le commandement du Brigadier Patrick Cordingley, au sein de la Coalition pour la guerre du Golfe elle participe à l’offensive terrestre pour la libération du Koweït le 24 février 1991 peu après l’offensive aérienne.
Les Rats du désert, avec le reste de la 1re division blindée, sont chargés, sur le flanc gauche, de la manœuvre d’enveloppement de la Garde républicaine irakienne. Elle pénètre profondément en territoire irakien et affronte des unités blindées de la garde. La campagne terrestre prend officiellement fin le 28 février après la libération du Koweït.

#### Balkans
La brigade est transférée à la Caserne Campbell à Hohne in 1993. Elle est déployée en Bosnie-Herzegovine en mai 1994 dans le cadre de l’IFOR sous l’autorité de l’OTAN. Puis pour une nouvelle période de service au sein de la SFOR en avril 1997.
Après la guerre du Kosovo en 1999, elle reprend du service en 2000, ou elle est basée à Pristina, la capitale.

#### Irak
En 2003, la brigade commandée par le Brigadier Graham Binns, participe à l’offensive contre l’Irak, Son objectif est la ville de Bassorah et la prise des ponts sur le Chatt-el-Arab. Durant sa progression, elle rencontre des oppositions déterminées mais mal coordonnées dont elle vient à bout rapidement.
Aux côtés des autres unités de la 1re division blindée, elle participe à la prise de la ville qu’elle investit le 6 avril face à une résistance sporadique d’éléments réguliers et irréguliers. La guerre prend officiellement fin le 1er mai.
Les Rats du désert restent jusqu’à la fin juin 2003, avec une mission de pacification et de reconstruction dans le secteur britannique au sud de l’Irak.
Elle est de nouveau déployée d’octobre 2005 a mai 2006 dans le cadre de l’opération Telic 7 sous le commandement du Brigadier Patrick Marriott.

#### Afghanistan
En 2011, des éléments de la brigade son déployés en Afghanistan In October 2013, 7th Armored Brigade deployed to Afghanistan's Helmand Province, Kandahar, and Kabul.

#### Réorganisation
Le 5 mars 2013, le Secrétaire d'État à la Défense, Philip Hammond, annonce que la 7e brigade blindée sera reconfigurée en brigade d’infanterie, ses bataillons blindés étant progressivement transférés. Elle participe de la Adaptable Force prévu par le plan Army 2020,. Cette decision est regrettée par l'ancien commandant Patrick Cordingley, qui déclare "the changes would still dismay veterans and the general public". Le 14 novembre 2014, elle est officiellement transformée en 7e brigade d’infanterie.

## Composition
Vers 2007, La composition était la suivante:
- 207 Signal Squadron, Royal Corps of Signals
- 9th/12th Royal Lancers
- Royal Scots Dragoon Guards
- 1st Battalion, Royal Regiment of Fusiliers
- 4th Battalion, Royal Regiment of Scotland
- 3rd Regiment, Royal Horse Artillery
- 32 Engineer Regiment, Royal Engineers
- 2 Logistic Support Regiment, RLC.
- 29 (Armored) Combat Support Medical Squadron, Royal Army Medical Corps
- 2nd Battalion, Royal Electrical and Mechanical Engineers
- 111 Provost Company, Royal Military Police

## Commandants de la Brigade
Les commandants comprennent notamment : 
- 1941–1942 Brigadier John Anstice
- 1943–1945 Brigadier Otho Prior-Palmer
- 1945–1946 Brigadier Kenneth Cooper
- 1947–1949 Brigadier Reginald Harding
- 1950–1953 Brigadier Ralph Younger
- 1964–1965 Brigadier Ian Gill
- 1965–1967 Brigadier Richard Worsley
- 1968–1970 Brigadier Robert Ford
- 1972–1973 Brigadier Ian Baker
- 1973–1975 Brigadier Martin Farndale
- 1976–1977 Brigadier Norman Arthur
- 1977–1980 Brigadier Patrick Palmer
- 1980–1982 Brigadier Anthony Mullens
- 1982–1984 Brigadier Richard Swinburn
- 1984–1986 Brigadier Richard Barron
- 1986–1988 Brigadier Christopher Wallace
- 1990–1991 Brigadier Patrick Cordingley
- 1991–1993 Brigadier Timothy Sulivan
- 1993–1993 Brigadier John Kiszely
- 1993–1994 Brigadier Andrew Ridgway
- 1996–1999 Brigadier Andrew Stewart
- 1998–2000 Brigadier Richard Shirreff
- 2001–2003 Brigadier Graham Binns
- 2003–2005 Brigadier Adrian Bradshaw
- 2005–2007 Brigadier Patrick Marriott
- 2007–2009 Brigadier Sandy Storrie
- 2009–2011 Brigadier Nick Welch
- 2011–2013 Brigadier Paul Nanson
- 2013–2014 Brigadier James Woodham